# Daniel Boëthius
Daniel Boëthius, född 4 oktober 1751 i Västerås, död 10 mars 1810 i Uppsala, var en svensk filosof och auktoritet inom svensk rättsfilosofi.

## Bakgrund
Daniel Boëthius var son till kyrkoherden i Grangärde, Jacob Boëthius (1716–1781) och hans hustru Christina Elisabeth Fahlsten (1725–1806). Daniel Boëthius studerade vid Uppsala universitet och blev filosofie magister efter åtta år.

## Karriär
År 1775 utnämndes han till docent och 1783 till professor i praktisk filosofi i Uppsala och därefter kyrkoherde i Danmark samt teologie doktor. År 1787 gifte han sig med Hedvig Sophia Runeberg.
Boëthius räknas till en av de största svenska filosoferna, och har bidragit till vetenskapen i rättsfilosofi, etik, teologi och pedagogik. Han var en auktoritet för bland andra Christopher Jacob Boström, Samuel Grubbe och Erik Gustaf Geijer. 
Det tidiga författarskapet präglas av en empirisk idériktning, starkt påverkad av John Locke och naturrättsdebatten. Snart övergav han empirin för att mera inta Kants och Fichtes gudsbild och etik, men under resten av sitt liv skulle han göra upp med Kants syn på människans natur. Boëthius människosyn var individualistisk och positiv, där moralen var gudomlig, förnuftsstyrd och allmän. Han översatte 1797 Kants Grundläggning, till metaphysiken för seder (Grundlegung zur Metaphysik der Sitten).
Daniel Boëthius är begravd på Uppsala gamla kyrkogård.